# The Subway Organization
The Subway Organization est un label de musique britannique indépendant fondé en 1985 à Bristol, par Martin Whitehead.

## Pop et Noisy Pop
Ce label indépendant est associé à la C86 sur laquelle figure le morceau It's Up to You, des Shop Assistants, extrait du premier 45 tours publié par le label, avant que le groupe ne rejoigne 53rd & 3rd. Le label aura aussi des contacts avec d'autres groupes, Pop Will Eat Itself et The Soup Dragons, mais les morceaux enregistrés ne sortiront que sur des compilations.
Les groupes du label se situent dans la droite ligne de la Pop de la C86. Le fondateur du label avait son propre groupe, The Flatmates.

## Compilations
- Take the Subway to Your Suburb, (suborg 1 [LP])
- Surfin' in the Subway, (suborg 4 [LP])

## Groupes présents sur The Subway Organization
- The Chesterfields
- The Rosehips
- The Clouds
- Razorcuts
- The Flatmates

## Sources
- Mea Culpa, issue G, octobre 1986.